# Brandon Lee
Brandon Bruce Lee (Oakland, California, 1 de febrero de 1965-Wilmington, Carolina del Norte, 31 de marzo de 1993) fue un actor estadounidense. Brandon fue hijo del artista marcial y también actor Bruce Lee.
Era aficionado al motociclismo y a la música (le gustaba tocar la guitarra), practicaba las artes marciales y poseía un gran carisma. Inició su carrera como modelo y apareció en anuncios de televisión. Pero, rápidamente, se enfocó en la actuación. Murió durante la filmación de la película El cuervo, por una bala de calibre 11 mm (.44) en lugar de un cartucho de fogueo. Sus películas más populares son El cuervo, Rapid Fire y Showdown in Little Tokyo, protagonizada junto con Dolph Lundgren.

## Biografía

### Primeros años

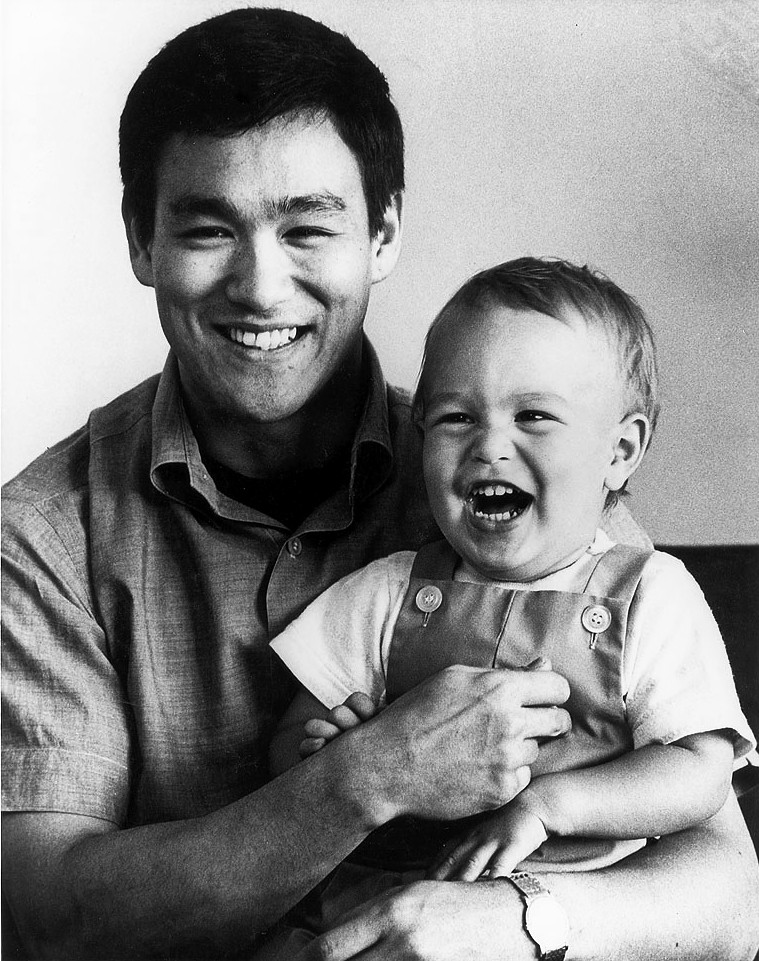
Lee junto a su padre, Bruce, en 1966

Brandon Lee nació en Oakland, California, el 1 de febrero de 1965 (último día del año del Dragón), hijo de la estadounidense Linda Emery y su esposo el actor y maestro de artes marciales hongkonés Bruce Lee. Cuando Brandon tenía tres meses, su padre Bruce Lee comenzó a grabar una serie de televisión llamada The Green Hornet por lo que la familia dejó Oakland y se mudó a Los Ángeles, California. Desde pequeño, estaba muy unido a su padre. Bruce se encargó de enseñarle técnicas de artes marciales y a los cuatro años ya era capaz de realizar patadas laterales. En 1969 Brandon tendría una hermana llamada Shannon Emery Lee.
En 1971, la familia Lee viaja a Hong Kong debido al nuevo proyecto cinematográfico que estaba grabando Bruce. Fue en esta época en la que Brandon comienza a ir al Colegio La Salle (una escuela católica a la que también asistió Bruce) destacándose por su inteligencia, además aprendió el idioma cantonés y realizó algunas presentaciones en la televisión de dicho lugar junto a su padre.
Bruce Lee falleció en 1973, cuando Brandon tenía solamente ocho años. Posteriormente Linda, Brandon y Shannon regresaron a los Estados Unidos, en concreto a Seattle, y más tarde a Los Ángeles, donde Brandon creció en el área de Rolling Hills.
En 1980, ya siendo un adolescente, acudió a la escuela Chadwick pero tres meses después tuvo que dejarla por mal comportamiento, luego asistió brevemente al Bishop Montgomery High School, ubicada en Torrance, California entre 1979 y 1980. Brandon no era un buen estudiante.[cita requerida] En 1983, con dieciocho años, recibió su título GED, que acredita tener los conocimientos de la escuela secundaria.
Continuó su formación en el Emerson College en Boston, Massachusetts, donde se especializó en teatro. Un año después, Brandon se trasladó a Nueva York donde tomó clases de actuación en el famoso Lee Strasberg Theatre and Film Institute y fue parte del grupo estadounidense New Theatre fundado por su amigo John Lee Hancock quien hizo la obra Full Fed Beast en la que participó Brandon. Ya en California, volvió a practicar artes marciales (dejó las artes marciales tras el fallecimiento de su padre) en la Inosanto Academy of Martial Arts en Marina del Rey, esta academia fue dirigida por los mejores amigos y alumnos de Bruce Lee, Dan Inosanto y Ted Wong, aquí Brandon encontró un buen amigo llamado Jeff Imada, quien más adelante haría la coreografía de la pelea principal de la película de Lee, The Crow. También fue instruido por Richard Bustillo, otro gran amigo de su padre.
Brandon siempre se sintió atraído por la actuación y desde pequeño aspiró a ser actor, quería ser reconocido por su habilidad y no por ser el hijo de Bruce Lee. Estaba dispuesto a invertir su tiempo y ganas en la actuación, como su padre lo había hecho con las artes marciales.

### Carrera cinematográfica

#### Comienzos en la actuación
En 1985 y contando con la experiencia adquirida en las clases de actuación, Brandon dejó Nueva York y fue a buscar trabajo a Los Ángeles, aceptando el empleo de asistente de producción, con poca remuneración donde leía guiones y hacía sinopsis de ellos en Ruddy/Morgan Productions, empresa de Al Ruddy y Andre Morgan, este último un productor amigo de la familia. Aquí aparece haciendo un cameo no acreditado en la película de acción Crime Killer, protagonizada por George Pan Andreas. En ese mismo año Lynn Stalmaster, que había estado haciendo una audición para Kung fu: La película, entró a la oficina para tener una reunión con los productores y uno de ellos que conocía a Brandon, le dijo a Stalmaster: «Hey, Brandon es actor. ¿Por qué no le dejas leer (parte del libreto)». Obtuvo así su primer trabajo profesional como actor en Kung fu: La película, continuación de la serie televisiva Kung fu, ideada por su padre, aquí se le ofreció el papel secundario bajo el nombre de Chung Wang.
Antes de comenzar a grabar, Brandon tuvo una larga conversación con Dan Inosanto, uno de los discípulos de su padre que se hizo cargo de la academia tras la muerte de éste. Con él, Brandon comenzó a estudiar la disciplina de su padre, el Jeet Kune Do y otras artes marciales tales como el Thai Boxing, Kali y Silat.Ya con la experiencia adquirida en estas disciplinas, avanzó rápidamente y muy pronto se convirtió en un experto. Todo lo aprendido lo utilizó para mejorar sus métodos de lucha en la actuación y para su vida. Brandon en una entrevista dio su punto de vista sobre las artes marciales:

Para mí, las artes marciales son una búsqueda de algo en el interior. No es sólo una disciplina física... Tiene que ser un aspecto espiritual e interior.
Brandon Lee para revista Black Belt en abril de 1986.

 El 1 de febrero de 1986, cuando Brandon cumplía 21 años de edad, se estrenó Kung fu: La película, grabada con David Carradine, a través de la Cadena Televisiva ABC. La película recibió buenas críticas.[cita requerida]
Más tarde, en ese mismo año, se le ofreció viajar a Hong Kong para hacer el papel protagonista en la película de acción dirigida por Ronny Yu, Long Zai Jiang Hu (Legacy of Rage), donde interpretaría a Brandon Ma. En este filme realiza su primer papel protagonista y junto con él participaron Michael Wong, Regina Kent y Bolo Yeung. La película se estrenó el 20 de diciembre de 1986, fue rodada en chino cantonés, y fue la única que grabó en Hong Kong. A Brandon se le ofreció grabar la secuela de Legacy of Rage, donde hubiese trabajado junto a Donnie Yen, pero Lee no quiso hacer más películas en Hong Kong, ya que quería hacerse un nombre propio en el mundo del cine y seguir en dicho lugar, haría que su nombre siga ligado al de su padre. En entrevistas, Brandon se mostraba cómodo hablando de su padre, pero siempre intentaba poner distancia entre ambos. 

Es extraño que me pregunten si pretendo seguir las huellas de mi padre. Si con ello se refieren a hacer películas de excelente calidad y a hacer el tipo de trabajo que hacía mi padre, que era de alta calidad, claro que sí. Eso quiero hacer, sin dudas. Pero si se refieren a que quizás, podría tratar de imitarlo siendo una especie de segundo Bruce Lee, se equivocan.
Brandon Lee hablando sobre su padre.

En junio de 1987, se estrena, a través de la CBS Summer Playhouse, Kung Fu: The Next Generation, un piloto de televisión sin vender que era continuación de la serie televisiva Kung fu. Aquí la historia se centra en la actualidad del personaje interpretado por Brandon, Johnny Caine que es el bisnieto de Kwai Chang Caine (David Carradine).
En enero de 1988, Brandon hizo una aparición especial en la segunda temporada de Ohara, una serie de televisión estadounidense que tuvo a Pat Morita como protagonista principal, aquí apareció interpretando un personaje malvado llamado Kenji. En el verano de ese mismo año, Brandon obtuvo el papel de Michael Gold en la película de acción y espionaje Laser Mission junto a  Ernest Borgnine, este thriller de bajo presupuesto fue filmado en Namibia y Sudáfrica, se estrenó en noviembre de 1989 y fue puesto al mercado europeo en 1990.

#### Consagración
En 1991, protagonizó junto con Dolph Lundgren la película de acción Showdown in Little Tokyo, con la cual logró su debut e incursión en el cine estadounidense. En dicha película (su primera de estudio) dio vida a Johnny Murata, un agente de policía que junto con su compañero, el sargento Chris Kenner (Dolph Lundgren), tratará de desarticular una red de tráfico de drogas comandada por el yakuza Funekei Yoshida (Cary-Hiroyuki Tagawa). Su actuación en este filme de acción logró impresionar a los productores de diversas compañías cinematográficas y le ofrecen firmar un contrato como protagonista de tres películas con la 20th Century Fox.
La primera película que hace para esta compañía sería Rapid Fire en la que interpreta a Jake Lo, personaje principal de la película. El guion de este thriller de acción fue escrito teniendo en mente a Brandon, donde además de actuar, coordinó las escenas de lucha junto con Jeff Imada para darles un toque más realista y creíble. Gracias a Rapid Fire, que se estrenó en los Estados Unidos el 21 de agosto de 1992, Lee llegó a ser aclamado por el público, por lo que declaró entre lágrimas que seguramente su padre al verlo le estaría sonriendo.
En ese mismo año (1992), Brandon Lee llegó a Suecia con el fin de promover la película Rapid Fire, ahí el director Richard Holm le pidió que hiciera un cameo en su película Sex, Lies and Video Violence, y él aceptó. Esta escena fue grabada fuera del Cafe Opera, una de las discotecas más grandes de Estocolmo en ese momento. La película se rodó durante un largo periodo entre 1990 a 1993. Pero, por razones diferentes, se retrasó una y otra vez en la posproducción. Fue lanzada en el año 2000, siete años después de la muerte de Lee, esta película fue dedicada a él en la última línea de los créditos finales.
En 1992, la productora Dimension Films le ofrece a Lee, a través de Edward R. Pressman, un contrato de tres películas. Brandon se enteró del nuevo proyecto que tenía Dimension Films, la adaptación cinematográfica del comic book de James O'Barr, The Crow e hizo todo lo posible para convencer a Pressman de obtener el papel protagonista ya que sentía que por fin le había llegado la oportunidad de despegarse de las artes marciales y podía explotar su talento dramático interpretando a Eric Draven, rol que finalmente le dieron. El 1 de febrero de 1993, cuando Lee cumplió 28 años, comenzó el rodaje de la película que lo lanzaría al estrellato, y que al mismo tiempo fue la última en su carrera. Brandon se comprometió con esta película, diseñando las coreografías de las escenas de luchas y tomando clases de guitarra para poder mejorar su actuación. Pero el rodaje se hacía difícil ya que solo se filmaba de noche hasta la madrugada, haciendo frío y con mucha lluvia fabricada y  Brandon pasaba todo el tiempo mojado o con ropa delgada y solo dormía dos o tres horas por día. El compromiso era tal que, según cuenta Alex Proyas, director de The Crow, Brandon Lee se maquillaba él mismo, todas las noches antes de irse a dormir para que cuando despertara y empezaran a grabar las escenas, la pintura de la cara se viera más desgastada de forma natural. No estaba contento con la forma en la que se veía su maquillaje por lo que ambos (Lee y Proyas) acordaron que él mismo se encargaría. En su última entrevista, Lee habló acerca de su papel en The Crow:

No sé si es mi destino el interpretar este papel, pero me siento muy afortunado de poder hacerlo. Es un papel maravilloso, realmente es un papel con el que puedes arriesgarte. Te da una oportunidad de tomar esos riesgos y llevarlos más allá. Porque dime ¿cómo se va a comportar alguien que regresa del más allá? Eso es lo que me gusta de interpretar a este personaje, es real... porque no hay reglas sobre como va a comportarse una persona que regresa de la muerte.

He hecho otras películas que han sido violentas, pero tengo que decir que nunca he hecho algo en donde sintiera que la violencia estaba tan justificada como en The Crow. No necesitamos preocuparnos por la compasión. Esto es justicia, sinceramente creo que si yo me encontrara en la misma situación haría exactamente lo mismo que él. El tiene asuntos que arreglar y está obligado a poner a un lado su propio dolor para cumplir su misión.

Este es el mejor papel que he tenido la oportunidad de tener en mis manos.
Última entrevista de Brandon Lee.(Entrevista completa)

### Muerte

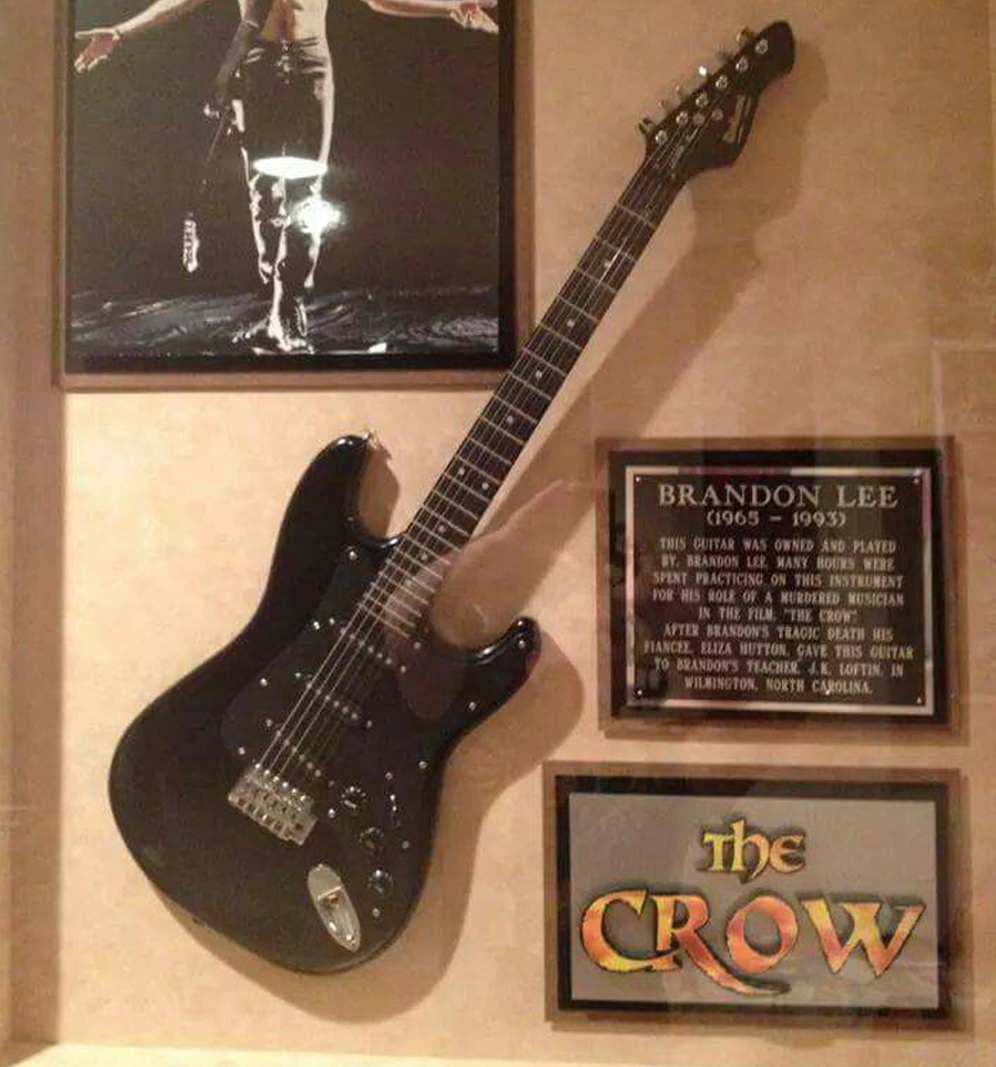
Guitarra usada por Brandon Lee en The Crow.

Brandon Lee tuvo una carrera cinematográfica bastante corta, falleció el 31 de marzo de 1993 a la edad de 28 años tras recibir un disparo accidental en los antiguos estudios de Carolco, ahora EUE/Screen Gems Studios en Wilmington, Carolina del Norte, mientras rodaba una escena de la película The Crow.
Antes de grabar la escena, se había colocado una bolsa de tinte rojo, bajo la ropa y cerca de su abdomen, que él mismo haría estallar al detonar la pistola. La primera prueba fue satisfactoria, pero Lee insistió en repetirla. Dicha escena mostraba al personaje de Lee entrando a su apartamento y descubriendo a su prometida, siendo golpeada y violada por matones; además recibiría disparos por parte de estos. Anteriormente a la toma fatídica, se había rodado un primer plano del revólver Smith & Wesson Modelo 629 de calibre 11 mm usado por Funboy, personaje de Michael Massee, que lo mostraba cargado.
Normalmente, para dichos primeros planos se usan cartuchos inertes, sin pólvora ni fulminante. No obstante, por falta de presupuesto, se adquirieron cartuchos reales. Los expertos en armas de fuego que trabajaron en la producción de la película decidieron, por estas razones económicas, desmontar ellos mismos las balas para causar un efecto de explosión ante las cámaras sin que el proyectil disparado causase daño. Lograron quitar la pólvora, pero no el fulminante. Tras algunos días de probar y desarmar algunos de los cartuchos, el equipo especializado en esta materia mezcló por descuido los cartuchos manipulados con los cartuchos intactos, al igual que los cartuchos inertes con los cartuchos de fogueo, que son como cartuchos comunes y corrientes, teniendo todos los elementos naturales: la pólvora y el fulminante, pero no el proyectil, permitiendo así que el arma disparada no cause un riesgo real. 
Al grabar la fatídica escena, Lee estaba entrando por una puerta y recibió el disparo accidental de cartuchos .44 Magnum por parte del personaje de Michael Massee a una distancia de entre 3,6 y 4,5 metros (12-15 pies). Aquí, se disparó un cartucho de fogueo y los gases del disparo hicieron que la bala disparada anteriormente (que se había quedado atrapada en el cañón) saliera con la misma fuerza que un arma cargada por un cartucho de verdad, impactando fuertemente en el abdomen de Lee. Éste cayó al suelo, herido mortalmente.
Cuando el reparto y equipo de producción de The Crow notaron que el actor no se levantaba, lo trasladaron inmediatamente al New Hanover Regional Medical Center de Wilmington, Carolina del Norte, donde estuvo más de cinco horas en cirugía. Sin embargo, los intentos de salvarlo fueron en vano. Lee fue trasladado a la Unidad de Cuidados Intensivos de Trauma-Neuro. Se supo que la bala perforó el abdomen (específicamente el estómago) y varios órganos vitales y se detuvo al lado de su espina dorsal.
Brandon Lee de 28 años de edad falleció a las 13:03 del 31 de marzo de 1993. El metraje de la toma fatal fue utilizado como evidencia en la investigación, y más tarde fue quemado personalmente por el director Alex Proyas.

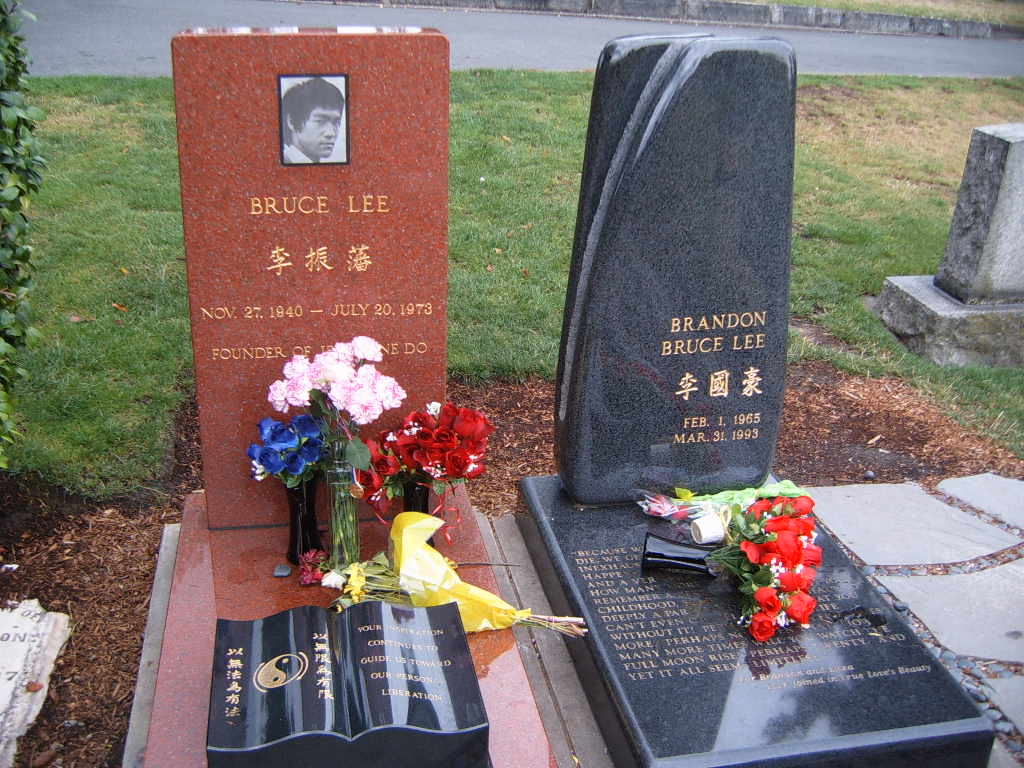
Tumbas de Brandon Lee y su padre, Bruce Lee, ubicadas en Seattle.

El cadáver de Lee fue llevado a Jacksonville, Carolina del Norte, donde se realizó la autopsia. Posteriormente, fue trasladado en avión a Seattle, Washington, donde se realizó un funeral privado para el 3 de abril de 1993 en donde asistieron amigos, familiares, así como su novia Eliza Hutton junto con sus padres. Lee fue enterrado junto a su padre, Bruce Lee en el cementerio Lake View de Capitol Hill, Seattle, Washington, en una parcela que Linda Lee Cadwell había reservado originalmente para sí misma. Al día siguiente, se celebró un servicio conmemorativo en la casa de la actriz Polly Bergen, en Los Ángeles, en donde se encontraban la familia, amigos de Lee y socios de negocios.
Actualmente las circunstancias de la muerte de Brandon Lee siguen siendo objeto de rumores y leyendas como la maldición de los Lee. Pero, recientemente, se hicieron públicos los documentos médicos que certificaban su muerte y las causas de la misma. Estos documentos pueden consultarse en línea, y en ellos están todos los datos concernientes al fallecimiento de Brandon Lee, lo cual confirma que efectivamente murió en el set de The Crow, el 31 de marzo de 1993, y no en un accidente de coche, como se dijo durante un tiempo para apagar la leyenda urbana de su muerte mientras rodaba dicho filme.[cita requerida]

### Proyectos truncados
Tras su fallecimiento, Lee no pudo completar el contrato de tres películas con 20th Century Fox, ya que solo grabó Rapid Fire. Entre los años 1992 y 1993, 20th Century Fox compró el guion de Jonathan Hensleigh llamado Simon Says con la intención de dárselo a su nueva estrella en ascenso, Brandon Lee, quien hubiese interpretado a un policía de Nueva York llamado Alex Bradshaw. También se pensó hacer una secuela de Rapid Fire, ya que había tenido gran acogida en el público. Parte del guion terminó siendo usado para la película Die Hard with a Vengeance, protagonizada por Bruce Willis y Jeremy Irons interpretando a Simon.
Brandon también hubiese filmado la secuela de la película que lo lanzó a la fama, The Crow, volviendo a interpretar a Eric Draven, con el fin de cumplir el contrato que tenía con Dimension Films, en donde tenía que grabar dos películas más.
A pesar de que The Matrix se estrenó en 1999, algunas fuentes indican que las hermanas Wachowski, directoras de dicha película, pensaron en Lee como primera opción para interpretar a Neo. Esta película fue protagonizada por Keanu Reeves y fue estrenada en Estados Unidos el 31 de marzo, misma fecha en la que Lee falleció.
El papel de Johnny Cage, en la película Mortal Kombat, se reservó para Brandon Lee. Comenzaría a grabar inmediatamente después de haber finalizado la película The Crow. Pero falleció antes de que iniciara la producción por lo que el actor Linden Ashby dio vida a este personaje.

## Vida privada
Lee era una persona con gran carisma, gustaba de la filosofía y de la lectura. Hablaba el cantonés fluidamente y era un apasionado de la música rock de la década de 1970, en especial de Jim Morrison y su banda The Doors. También era un aficionado al motociclismo y practicante de las artes marciales. Desde muy pequeño, Bruce Lee le comenzó a enseñar golpes y patadas básicas del Jeet Kune Do; tras la muerte de su padre abandonó las artes marciales durante un largo periodo, hasta que volvió a retomarlo y continuó con el aprendizaje por sí mismo, siendo instruido por estudiantes de su padre. Uno de ellos fue Dan Inosanto. Lee llegó a dominar diversas disciplinas como el Jeet Kune Do, Wing Chun, Karate, Judo, Tai Chi Chuan, Taekwondo, Jiu Jitsu, Boxeo, Hapkido, Capoeira, Kickboxing, Kendo, Kali, Thai Boxing, Silat y Savate. Además era un gran acróbata y aprendía técnicas marciales que luego lució en la pantalla. Mencionó en una entrevista, que utilizó las artes marciales para evitar un asalto en su casa, él cuenta lo siguiente: 

Llegué a casa y encontré a una persona robando en medio de mi casa. Este era el tipo de casas en la que todas las habitaciones están conectadas, por lo que, literalmente, se podía correr por la casa. El me miró, yo lo miré, y luego comencé a correr hacia él. El corrió alrededor de la casa un par de veces. Era como una rutina de Los tres chiflados; era realmente tonto. En todo caso, en su último recorrido a través de la cocina, cogió un cuchillo grande y se me enfrentó en la sala de estar. Tengo una cicatriz en mi pulgar aunque yo le rompí el brazo, la nariz, le disloqué el hombro y la mandíbula. Luego llegó la policía. Siento que si alguien irrumpe en mi casa y empuña un cuchillo en mi contra, él está renunciando a su derecho de vida, su libertad y la búsqueda de la felicidad, en gran medida. Pero yo no lo maté, pude haberlo hecho. Creo que era justo.
Entrevista a Brandon Lee publicada en la revista Black Belt en agosto de 1993.

En esa entrevista también menciona la influencia que tiene las artes marciales en su vida:

Él (Bruce Lee) me inició en las artes marciales cuando apenas podía caminar. Me entrenó hasta que falleció, y aun cuando continué mi formación, fue con uno de sus estudiantes. Mientras que he tenido algunas influencias diferentes en todo el curso de mi entrenamiento en artes marciales, esencialmente las artes marciales es lo que me conecta a mi padre. Supongo que es la influencia más fuerte que he tenido.
Entrevista a Brandon Lee publicada en la revista Black Belt en agosto de 1993.

En 1990, Lee conoce, por mediación de su agente David Goldman, a una joven que trabajaba como asistente personal del director Renny Harlin llamada Eliza Hutton. Anteriormente, Brandon había tenido otras novias, Lee y Hutton se hicieron pareja mientras Lee trabajaba en películas como Showdown in Little Tokyo (junto con Dolph Lundgren) y Rapid Fire, ella estaría trabajando como editora de argumentos para Stillwater Productions, en la sede de la 20th Century Fox.[cita requerida]
Finalmente, no se pudieron casar debido al fallecimiento de Brandon en las grabaciones de The Crow. Existen rumores de que la boda era solo una promoción para lanzar la película El cuervo.

## Legado
Tras la muerte de Lee, su novia Eliza Hutton y su madre Linda Lee Cadwell respaldaron la decisión del director Alex Proyas de completar The Crow, esto debido a que solo faltaban ocho días para terminar las grabaciones de la película. La mayoría de las escenas de Lee ya habían sido grabadas y solo faltaban algunas escenas retrospectivas del apartamento del protagonista y su novia. Para completar la película se llamó a Chad Stahelski, que era amigo de Lee en la Inosanto Academy of Martial Arts, con él se usaron efectos especiales para colocarle la cara de Lee. También se llamó a otro amigo suyo, Jeff Cadiente; con él se grabaron escenas con tonos muy oscuros y con el personaje de espaldas con el fin de evitar los primeros planos de la cara. La película terminó de rodarse entre finales de marzo y principios de abril. Este filme fue dedicado a Brandon Lee y Eliza Hutton porque ella formó parte del acuerdo extrajudicial que la familia de Brandon tuvo con la productora al morir Brandon.
The Crow fue lanzada en mayo de 1994 y se convirtió en un éxito de taquilla, recaudando más de 50 millones de dólares en los Estados Unidos. Esta película es considerada una película de culto. En una entrevista realizada justo antes de su muerte, Brandon citó un pasaje del libro The Sheltering Sky (El cielo protector) de Paul Bowles está inscrito en su lápida. Esta cita no se le atribuye a Paul Bowles en la lápida de Brandon Lee:

Porque no sabemos cuándo moriremos, pensamos que la vida es un pozo inagotable, pero todo ocurre un cierto número de veces, y un número muy pequeño en realidad. ¿Cuántas veces más recordarás una tarde específica de tu niñez? ¿Una tarde que es profundamente una parte de tu existencia sin la cual no puedes concebir tu vida? Tal vez cuatro o cinco veces como mucho... Tal vez ni siquiera eso. ¿Cuántas veces más verás salir la luna llena? Tal vez veinte. Y sin embargo, todo parece ilimitado...
Última entrevista de Brandon Lee.

Al momento de su muerte, la película biográfica de su padre Dragón: La historia de Bruce Lee estaba lista para el lanzamiento. La película se estrenó dos meses después de la muerte de Lee, con una dedicatoria a su memoria en los créditos finales. Brandon rechazó interpretar el papel de su padre, que finalmente fue personificado por el actor Jason Scott Lee (ninguna relación).
En el año 2000, se estrenó la película Sex, Lies and Video Violence donde aparece haciendo un cameo. Esta fue dedicada a Brandon en la última línea de los créditos finales.
La corta carrera y temprana muerte de Lee causó gran impacto en diversos campos del arte y del entretenimiento, tanto así que:
- Desde 1996 hasta su retiro en 2024, el exluchador Steve Borden más conocido como Sting (ex NWA, WCW, TNA, WWE y AEW) comenzó a aparecer de manera misteriosa, con el cabello largo, un gabán negro y la cara pintada adoptando un aspecto similar al personaje de Brandon Lee en The Crow.[41]
- James Root, guitarrista de la banda estadounidense de nu metal Slipknot, usa una máscara inspirada en la pintura de Eric Draven.[42][43]
- La banda finlandesa de rock y metal gótico The 69 Eyes tiene una canción llamada «Brandon Lee» perteneciente al álbum Blessed Be.[44]
- La actriz y modelo Pamela Anderson, junto con el baterista Tommy Lee, le puso a su primer hijo el nombre de Brandon en memoria del actor.[45][46][47]
- Algunas partes de la película The Dark Knight están inspiradas en las escenas grabadas por Brandon Lee en The Crow. Heath Ledger que interpretó al Joker, tomó como una de sus inspiraciones al personaje de Lee, Eric Draven.[48][49][50]

Creo que todo el que ve al Joker de Heath Ledger sabe de dónde viene su inspiración. Es un claro homenaje al Cuervo de Brandon.
James O'Barr en una entrevista en febrero de 2011.

## Filmografía
- Películas

| Año  | Título                                                          | Personaje     | Notas                                                                         |
| ---- | --------------------------------------------------------------- | ------------- | ----------------------------------------------------------------------------- |
| 1985 | Crime Killer (Crimen del asesino)                               | Gánster       | Sin acreditar                                                                 |
| 1986 | Legacy of Rage (Legado de valor)                                | Brandon Ma    | Título alternativo: Long Zai Jiang Hu                                         |
| 1989 | Laser Mission (Misión láser)                                    | Michael Gold  | Título alternativo: Mercenary Man y Soldier of Fortune                        |
| 1991 | Showdown in Little Tokyo (Muerte en el barrio japonés)          | Johnny Murata | Actúa junto con Dolph Lundgren                                                |
| 1992 | Rapid Fire (Furia de Venganza)                                  | Jake Lo       | Protagonista de la película                                                   |
| 1994 | The Crow (El cuervo)                                            | Eric Draven   | Falleció en 1993 por una bala de manera accidental recibida durante el rodaje |
| 2000 | Sex, Lies and Video Violence (Sexo, mentiras y video violencia) | Cameo         | Grabado en el año 1992                                                        |

- Televisión

| Año  | Título                                                             | Personaje    | Notas                                                   |
| ---- | ------------------------------------------------------------------ | ------------ | ------------------------------------------------------- |
| 1986 | Kung Fu: The Movie (en) (Kung fu: La película)                     | Chung Wang   | Película de televisión                                  |
| 1987 | Kung Fu: The Next Generation (en) (Kung fu: La próxima generación) | Johnny Caine | Episodio piloto, transmitido en el CBS Summer Playhouse |
| 1988 | Ohara (en) (Ohara)                                                 | Kenji        | Episodio «What's in a Name»                             |
| 1994 | The Life of Bruce Lee                                              | Él mismo     |                                                         |
| 1999 | Bruce Lee: The Legend Lives On                                     | Él mismo     |                                                         |

## Premios y nominaciones
| Premio                           | Categoría              | Trabajo nominado      | Resultado |
| -------------------------------- | ---------------------- | --------------------- | --------- |
| 6 ° Premios de Cine de Hong Kong | Mejor intérprete novel | Legacy of Rage (1986) | Nominado  |
| Premios Fangoria Chainsaw 1995   | Mejor actor            | El cuervo (1994)      | Ganador   |